# Мошенський район
Мошенський район (рос. Мошенский район) — муніципальне утворення у складі Новгородської області Росії. Адміністративний центр — село Мошенське.

## Географія
Площа території — 2568,28 км.
Район розташований на сході Новгородської області. На півночі межує з Хвойнинським, на сході — з Пестовським, на заході — з Бобровицьким муніципальними районами Новгородської області, на півдні — з Тверською областю.
Основні річки — Уверь та Кобожа.
На території району розташовано 61 озеро, загальною площею 9309 га. У 1994 році на території району засновано заказник Редровський, загальна площа близько 16 850 га. У 2012 році засновані державні природні заказники регіонального значення: «Ігорівські мохи», загальною площею 17 088 га, і «Перелуцький», загальною площею 6 681 га.

### Охорона природи
На межі Хвойнинського і Мошенського районів створено державний природний заказник «Ігоревські мохи» комплексного, гідрологічного профілю, загальною площею 18,0 тис. га. Під охороною перебуває екосистема верхового болота, метозотрофне озеро Ігор площею 536 га. На території Мошенського району державний природний заказник «Редровський» комплексного (гідрологічного, зоологічного) профілю, загальною площею 16,9 тис. га. Під охороною перебувають водні об'єкти і первинні ялинові ліси. Важлива орнітологічна територія міжнародного значення.
У 2000-х роках на території колишнього мисливського заказника, з метою збереження і відтворення чисельності окремих видів диких тварин та середовища їх проживання, на площі 12,8 тис. га було створено Мошенський державний біологічний природний заказник під контролем Комітету мисливського і рибного господарства Новгородської області. 2008 року Новгородською обласною думою з нього було знято охоронний статус.
На території Мошенського району жодної діючої пам'ятки природи.

## Муніципально-територіальний устрій
У складі муніципального району 5 сільських поселеннь, які об'єднують 205 населених пунктів, що перебувають на обліку (разом із залишеними).
| Муніципальне утворення         | Адмінцентр          | Кількість населених пунктів | Населення (осіб, 2017 рік) | Площа (км²) | Карта                                            |
| ------------------------------ | ------------------- | --------------------------- | -------------------------- | ----------- | ------------------------------------------------ |
| Долговське сільське поселення  | село Довге          | 32                          | 555▼                       | 405,31      | Довге Новий Посьолок Слоптово Мошенське Ореховно |
| Калінінське сільське поселення | село Новий Посьолок | 46                          | 1135▼                      | 797,64      | Довге Новий Посьолок Слоптово Мошенське Ореховно |
| Кіровське сільське поселення   | село Слоптово       | 77                          | 1543▼                      | 873,97      | Довге Новий Посьолок Слоптово Мошенське Ореховно |
| Мошенське сільське поселення   | село Мошенське      | 1                           | 2065▼                      | 4,80        | Довге Новий Посьолок Слоптово Мошенське Ореховно |
| Ореховське сільське поселення  | село Ореховно       | 49                          | 995▼                       | 559,30      | Довге Новий Посьолок Слоптово Мошенське Ореховно |

Законом Новгородської області № 720-ОЗ від року, який набрав чинності 12 квітня 2010 року, були об'єднані:
- Долговське, Бродське і Красногорське сільські поселення в єдине Долговське сільське поселення з адміністративним центром у селі Довге;
- Калінінське і Кабожське сільські поселення в єдине Калінінське сільське поселення з адміністративним центром у селі Новий Посьолок;
- Кіровське, Осташевське, Баришовське, Меглецьке і Устрецьке сільські поселення в єдине Кіровське сільське поселення з адміністративним центром у селі Слоптово;
- Ореховське, Городищенське, Дубишкінське і Чувашевогорське сільські поселення в єдине Ореховське сільське поселення з адміністративним центром у селі Ореховно.

## Економіка
Головні системоутворюючі підприємства Мошенського району:
- Мошенське пасажирське АТП — автобусні перевезення пасажирів.

### Гірництво
На території району ведеться відкрита розробка корисних копалин шляхоремонтними (Мошенське шляхоексплуатаційне управління) та іншими підприємствами (ТОВ «Резерв Регион»). Розробка ведеться відкритим способом на таких родовищах і в кар'єрах:
- Піщано-гравійний матеріал (ПГМ, ПГС): Мошенське (за 2 км на південь від села Фалалєєво).
- Сапропель: озеро Сухе (поблизу села Вискідно)[9].